# Iehiro Tokugawa
Tokugawa Iehiro (徳川家広 (Iehiro Tokugawa?, 徳川家広); Tokyo, 7 febbraio 1965) è uno scrittore e traduttore giapponese, ed erede della famiglia Tokugawa.

## Biografia
È figlio di Tsunenari Tokugawa, nipote di Ichirō Matsudaira e pronipote di Tsuneo Matsudaira; suo trisnonno fu Matsudaira Katamori di Aizu, e suo trisnonno materno fu Tokugawa Iesato, sedicesimo capofamiglia del clan Tokugawa. Si è laureato nell'Università Keio, prima di ottenere un dottorato di economia all'Università del Michigan.

## Ascendenza
|                    |                     |                    | Genitori                  |  |  | Nonni |  |  | Bisnonni          |  |  | Trisnonni           |  |
|                    |                     |                    |                           |  |  |       |  |  | Tsuneo Matsudaira |  |  | Matsudaira Katamori |  |
|                    |                     |                    |                           |  |  |       |  |  | Tsuneo Matsudaira |  |  | Matsudaira Katamori |  |
|                    |                     | Kawamura Naga      |                           |  |  |       |  |  | Tsuneo Matsudaira |  |  |                     |  |
| Ichirō Matsudaira  |                     |                    |                           |  |  |       |  |  | Tsuneo Matsudaira |  |  |                     |  |
|                    |                     | Nobuko Nabeshima   | Nabeshima Naohiro         |  |  |       |  |  |                   |  |  |                     |  |
|                    |                     | Nobuko Nabeshima   | Nabeshima Naohiro         |  |  |       |  |  |                   |  |  |                     |  |
|                    |                     | Nobuko Nabeshima   | Hirohashi Nagako          |  |  |       |  |  |                   |  |  |                     |  |
| Tsunenari Tokugawa |                     | Nobuko Nabeshima   |                           |  |  |       |  |  |                   |  |  |                     |  |
|                    |                     | Iemasa Tokugawa    | Tokugawa Iesato           |  |  |       |  |  |                   |  |  |                     |  |
|                    |                     | Iemasa Tokugawa    | Tokugawa Iesato           |  |  |       |  |  |                   |  |  |                     |  |
|                    |                     | Iemasa Tokugawa    | Konoe Hiroko              |  |  |       |  |  |                   |  |  |                     |  |
| Toyoko Tokugawa    |                     | Iemasa Tokugawa    |                           |  |  |       |  |  |                   |  |  |                     |  |
|                    |                     | Naoko Shimazu      | Shimazu Tadayoshi         |  |  |       |  |  |                   |  |  |                     |  |
|                    |                     | Naoko Shimazu      | Shimazu Tadayoshi         |  |  |       |  |  |                   |  |  |                     |  |
|                    |                     | Naoko Shimazu      | Yamazaki Sumako           |  |  |       |  |  |                   |  |  |                     |  |
| Iehiro Tokugawa    |                     | Naoko Shimazu      |                           |  |  |       |  |  |                   |  |  |                     |  |
|                    | Seiichirō Terashima | Terashima Munenori |                           |  |  |       |  |  |                   |  |  |                     |  |
|                    | Seiichirō Terashima | Terashima Munenori |                           |  |  |       |  |  |                   |  |  |                     |  |
|                    | Seiichirō Terashima | Katte Motoko       |                           |  |  |       |  |  |                   |  |  |                     |  |
| Muneyori Terashima | Seiichirō Terashima |                    |                           |  |  |       |  |  |                   |  |  |                     |  |
|                    |                     | Kiyau Mitsui       | Mitsui Takatatsu          |  |  |       |  |  |                   |  |  |                     |  |
|                    |                     | Kiyau Mitsui       | Mitsui Takatatsu          |  |  |       |  |  |                   |  |  |                     |  |
|                    |                     | Kiyau Mitsui       | …                         |  |  |       |  |  |                   |  |  |                     |  |
| Sachiko Terashima  |                     | Kiyau Mitsui       |                           |  |  |       |  |  |                   |  |  |                     |  |
|                    |                     | Moritatsu Hosokawa | Hosokawa Morihisa         |  |  |       |  |  |                   |  |  |                     |  |
|                    |                     | Moritatsu Hosokawa | Hosokawa Morihisa         |  |  |       |  |  |                   |  |  |                     |  |
|                    |                     | Moritatsu Hosokawa | Nabeshima Hiroko          |  |  |       |  |  |                   |  |  |                     |  |
| Masako Hosokawa    |                     | Moritatsu Hosokawa |                           |  |  |       |  |  |                   |  |  |                     |  |
|                    |                     | Hiroko Ikeda       | Ikeda Norimasa            |  |  |       |  |  |                   |  |  |                     |  |
|                    |                     | Hiroko Ikeda       | Ikeda Norimasa            |  |  |       |  |  |                   |  |  |                     |  |
|                    |                     | Hiroko Ikeda       | Principessa Akiko di Kuni |  |  |       |  |  |                   |  |  |                     |  |
|                    |                     | Hiroko Ikeda       |                           |  |  |       |  |  |                   |  |  |                     |  |